# Ван Дамме, Иво
Иво Ван-Дамме (нидерл. Ivo Van Damme; 21 февраля 1954 — 29 декабря 1976) — бельгийский бегун на средние дистанции. Двукратный серебряный призёр Олимпийских игр 1976 года на дистанциях 800 и 1500 метров.
Спортивную карьеру начал в 1973 году, когда стал чемпионом Европы среди юниоров на дистанции 800 метров. На следующий год у него был обнаружен инфекционный мононуклеоз, из-за этого ему пришлось прервать свою карьеру. Вернулся в спорт через год и спустя некоторое время установил национальный рекорд в беге на 800 метров. На Олимпиаде в Монреале выиграл 2 серебряные медали.
Погиб 29 декабря 1976 года в автомобильной аварии возле города Оранж, когда возвращался домой из тренировочного лагеря. В честь него с 1977 года проходят легкоатлетические соревнования под названием мемориал Ван Дамме.